# Sainthood
Sainthood è il sesto album in studio del gruppo musicale pop rock canadese Tegan and Sara, pubblicato nel 2009.
L'album ha ricevuto la candidatura al Polaris Music Prize 2010.

## Tracce
1. Arrow – 3:06
2. Don't Rush – 2:43
3. Hell – 3:24
4. On Directing – 2:46
5. Red Belt – 2:11
6. The Cure – 3:22
7. Northshore – 2:04
8. Night Watch – 2:33
9. Alligator – 2:42
10. Paperback Head – 2:38
11. The Ocean – 3:06
12. Sentimental Tune – 3:23
13. Someday – 2:57

## Formazione
Gruppo
- Tegan Quin - voce, chitarra, tastiere
- Sara Quin - voce, chitarra, tastiere, percussioni

Collaboratori
- Ted Gowans - chitarra, tastiere
- Jason McGerr - batteria
- Chris Walla - basso, chitarra, tastiere, percussioni